# Rue Saint-André des Arts
Koordinaten: 48° 51′ N, 2° 20′ O
Die Rue Saint-André des Arts  in Paris ist die Straße von der Île de la Cité zur Abtei Saint-Germain-des-Prés.

## Lage

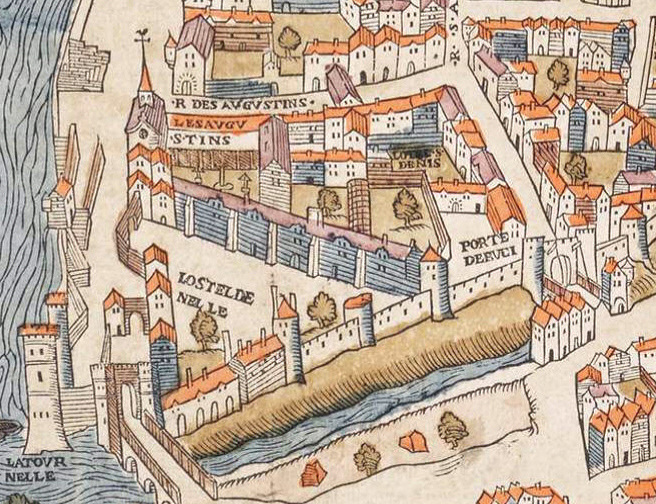
Die Porte de Buci am Ende der Rue Saint-André-des-Arts auf dem Plan von Truschet und Hoyau (um 1550). Diese Pforte befand sich am aktuellen Haus Nr. 61.

Sie beginnt an der Place Saint-André des Arts Nr. 15 und der Place Saint-Michel Nr. 10, durchquert in Ost-West-Richtung das Quartier de la Monnaie im 6. Arrondissement, und endet nach 320 Metern an der Rue Dauphine Nr. 3 und der Rue de l'Ancienne Comédie Nr. 1.
Die Straße ist erreichbar mit der Metro  und , Stationen Odéon und Saint-Michel oder mit den Linien Bus RATP 21, 24, 27, 38, 85, 96, OpenTour. Auch die RER–Linien  B, C führen hierher.

## Namensursprung
Dieser Weg führte an der Église Saint-André-des-Arts vorbei, die ehemals Saint-André-de-Laas und später Saint-André-des-Arcs hieß. Die Straße trug diesen Namen, weil hier Pfeil und Bogen nach Germain François Poullain de Saint-Foix verkauft wurden.

## Geschichte
Die Straßenführung entspricht teilweise der Westachse des alten Lutetia, der römischen Stadt, deren Zentrum sich im heutigen Quartier Latin befand (Luxemburg, Pantheon).
Sie verlief ursprünglich von der Port de Buci über die Stadtmauer von Philippe Auguste zur Place Saint-André-des-Arts und an der Église Saint-André-des-Arts vorbei und endete anfangs in der Nähe der Rue des Grands-Augustins, wo sich offensichtlich ein Tor in der Stadtmauer Ludwig VI. befand.
Danach ging sie weiter bis zur Rue de la Contrescarpe-Dauphine, wo sich die sogenannte «Porte de Bici» befand, der en Abriss durch Conseil du Roi vom 19. August 1672 veranlasst wurde. In der Verlängerung außerhalb der Stadtmauer hieß sie «Rue du Pilori».
Um das Jahr 1000 wurde ein Oratorium dieses Ortes in eine Kirche umgewandelt. Es lag am Eingang einer Straße, die vom Petit-Pont zur Abtei Saint-Germain-des-Prés führte, wobei man die Clos de Laas überquerte, die damals ein Weinberg dieser Abtei war, der ihr auch seit 1179 offiziell zugeordnet wurde.
Die Pfarrei Saint-André entstand 1211 durch die Ausgliederung der Pfarrei Saint-Sulpice, die zur Abtei Saint-Germain gehörte, auf einem Teil des Territoriums dieser Pfarrei innerhalb der zwischen 1200 und 1211 am linken Ufer errichteten Stadtmauer von Philippe-Auguste. Ihre Gemeindemitglieder waren Bogenhändler und sie nahm den Namen Saint-André des Arcs an.
Um 1280–1300 wird die Straße im Le Dit des rues de Paris des Dichters Guillot de Paris als «Rue Saint–Andri» zitiert.
Sie wurde auch «Rue Saint–André de Laas» genannt, denn sie liegt auf dem Gebiet des Clos de Laas, der der Abtei gehörte. Abt Hugues hat 1479 einen großen Teil davon veräußert; der Ort war damals schon bewohnt.
Eine Erklärung von Fouret, Priester und Schulleiter, Escomel, Schulleiter, Robert, Gachon, Tessier, Badon, Pajot, Mouton, Laurent, de Saint-Priest, Savoye und Chapuis, Stipendiaten, erinnerte daran, dass diese Häuser als Folge der Abschreibung von Steuern befreit sind, mit Ausnahme eines Hauses mit Blick auf die Rue de l'Hirondelle und Rue Saint-André-des-Arts, angezeigt auf dem Schild Cheval-Noir.
Um 1670 betrieb ein gewisser Joseph ein Café am Ende der Straßen Notre-Dame und Saint-André-des-Arts, das nicht funktionierte. Dieser Modus begann eigentlich 1689, als Francesco Procopio dei Coltelli das Café Procope, eröffnete.
Hier wohnte im 17. Jahrhundert Madame Jean Edouard, die Schwester des Komponisten Marc-Antoine Charpentier. Sie begab sich mit ihm zu den Konzerten, die Abt Mathieu, Pfarrer der Gemeinde und Freund Italiens veranstaltete.
Nicolas Lémery wohnte in einem Haus dieser Straße; er starb hier am 19. Juni 1715.
Die ehemalige Église Saint-André-des-Arts wurde am 4. Fructidor V (Französischer Revolutionskalender) verkauft und 1808 abgerissen; sie würde sich heute an der Stelle des Platzes gleichen Namens befinden, an der Abtei Saint-Germain-des-Prés, die auch zerstört wurde und von der nur die Kirche übrigblieb. Eine Statue des Saint André in einer Nische an der Ecke Rue André–Mazet erinnert daran; hier stand bis 1910 eine Jungfrauenstatue.
Die Straße wurde in den Jahren 1836/1837 verändert und schließlich 1853 vollendet. 1870 gab es dann noch einmal größere Veränderungen.